# Station Støvring
Station Støvring is een station in Støvring in de Deense gemeente Rebild. Het ligt aan de lijn Århus - Aalborg. Eerder sloot het station in 1974. Het werd in 2003 weer geopend in het kader van de invoering van een nieuwe treindienst rond Aalborg: Aalborg Nærbane.